# Baughurst
Baughurst – wieś w Anglii, w hrabstwie Hampshire, w dystrykcie Basingstoke and Deane. Leży 36 km na północny wschód od miasta Winchester i 74 km na zachód od Londynu. Miejscowość liczy 2473 mieszkańców.